# Salvapaga
Salvapaga és un indret del terme municipal de la Torre de Cabdella, dins del seu terme primigeni, al Pallars Jussà.
Està situat a l'extrem de llevant de l'Obaga de Rus, en el contrafort nord-oriental del Pic de Filià, quan aquest contrafort arriba on el barranc de Coma del Port s'uneix al barranc de Francí, al capdamunt del riu de Riqüerna. És al sud-oest del Pic de l'Espada.